# Cerkiew Narodzenia Matki Bożej w Alajõe
Cerkiew Narodzenia Matki Bożej – prawosławna cerkiew w Alajõe, w jurysdykcji Estońskiego Kościoła Prawosławnego Patriarchatu Moskiewskiego. Świątynia parafialna.

## Historia
Cerkiew została wyświęcona 8/20 września 1889 r. przez protojereja Simieona Popowa. Wzniesiono ją dla utworzonej pięć lat wcześniej parafii według projektu architekta gubernialnego Rudolfa von Knüpffera.

## Architektura
Jest to ceglana budowla z jedną wieżą i jedną cebulastą kopułą usadowioną na bębnie nad jedyną nawą świątyni. Okna w budynku są półkoliste, poniżej dachu znajduje się fryz. We wnętrzu znajduje się dwurzędowy klasycystyczny ikonostas zwieńczony ikoną Zmartwychwstania.